# Mniobia russeola
Mniobia russeola is een raderdiertjessoort uit de familie Philodinidae. De wetenschappelijke naam van deze soort is voor het eerst geldig gepubliceerd in 1891 door Zelinka.